# Болезнь Мак-Ардля
Болезнь Мак-Ардля — гликогеноз, связанный с дефектом мышечной фосфорилазы.

## Характеристики
Заболевание, обусловленное нарушением каталитической функции этого фермента, сопровождается отложением значительного количества гликогена в мышцах.
Впервые описан B.McArdle в 1951 году. Аутосомно-рецессивный тип наследования. Характеризуется недостаточностью мышечной фосфорилазы в скелетных мышцах. Отсутствие мышечной фосфорилазы не сочетается с нарушением печеночной фосфорилазы (контролируются различными генами). Активность фосфорилазы лейкоцитов, эритроцитов, тромбоцитов при болезни Мак-Ардля не изменена. Причиной болезни являются мутации в гене PYGM.
При этом заболевании в мышечных волокнах накапливается до 3-4 % нормального по структуре гликогена. Избыточный гликоген откладывается под сарколеммой в цитоплазме. В состоянии покоя энергетические потребности обеспечиваются за счет глюкозы миоцитов. При мышечной работе потребность в энергетическом обеспечении из-за ферментативного дефекта не восполняется, что вызывает боли и судороги при данном типе гликогеноза.
Болезнь Мак-Ардля гетерогенна. Клинические признаки чаще проявляются у взрослых, в детском возрасте симптомы заболевания не выражены. Заболевание протекает в 3 стадии:
1. В детском и юношеском возрасте наблюдаются мышечная слабость, утомляемость, возможна миоглобинурия.
2. В возрасте от 20 до 40 лет мышечные боли становятся более интенсивными, характерно появление судорог после физической нагрузки.
3. После 40 лет возникает прогрессирующая слабость на фоне мышечной дистрофии.
Установлено, что активность фосфорилазы резко снижается при авитаминозе В6 (60% пиридоксина в скелетных мышцах связано с фосфорилазой). Поэтому дефицит фосфорилазы отражается на содержании пиридоксина в организме. Прогноз при гликогенозе V типа благоприятный.

## Симптомы
К основным симптомам заболевания относят миалгию и утомляемость в первые несколько минут физической нагрузки, а также её непереносимость, включая контрактуры, скованность или слабость используемых мышц. У пациентов также возможно нарушение рефлексов. Эти явления в покое проходят: раньше всего исчезает боль, а слабость, уплотнение и увеличение размера мышц сохраняются в течение нескольких минут или часов, а после сильного физического напряжения — в течение нескольких дней.
Одним из симптомов, который помогает заподозрить диагноз, является появление тёмной мочи. Ещё одним признаком заболевания является повышение уровня креатинкиназы в крови.
У 10% наблюдаются лёгкие проявления (например, утомляемость и низкая выносливость, но без формирования контрактур) или практически бессимптомное течение. Слабость, которая возникает примерно у 20% больных, с большей вероятностью затрагивает проксимальные мышцы и чаще встречается у людей старше 40 лет.

Примерно у 50% больных возникают рецидивирующие эпизоды миоглобинурии из-за рабдомиолиза после интенсивных упражнений. 